# Аравт (фильм)
«Аравт», также известный как «Аравт — 10 солдат Чингисхана» или «Чингис: Легенда о десяти» — монгольский художественный фильм 2012 года, снятый киностудиями «Монголфильм групп» (Монголия) и «Нүүдэл соёл» (Внутренняя Монголия, КНР).

## Сюжет
XIII век. В разгар борьбы с непокорным племенем в войске Чингисхана разгорается эпидемия чумы. Хан поручает десятке воинов — аравту — во главе со старым и мудрым Цахиром (Батдоржийн Баасанджав) отыскать в далёких горах лекаря, который мог бы спасти монгольскую армию от неминуемой смерти.

## В ролях
| Актёр                   | Роль         |
| ----------------------- | ------------ |
| Батдоржийн Баасанджав   | Цахир        |
| Догмидын Сосорбарам     | Догшин-нойон |
| Л.Жамбал                | Ахай         |
| Бэх-Очирын Жаргалсайхан | Есунтэгэ     |
| Далхсүрэнгийн Гүрсэд    | Начин        |
| Нанжидын Онон           | Бухтэнгэр    |
| Буянхишиг               | Хээхэр       |
| Балжиннямын Амарсайхан  | Шижирсанаа   |
| Т.Алтаншагай            | Уужим        |
| Ч.Бодь                  | Сулбэх       |
| Аюурдарь                | Хухэ-тэмур   |
| Ёндонгийн Цог           | старик       |
| Пүрэвдоржийн Цэрэндагва | рассказчик   |

## Критика
Фильм был, в целом, положительно воспринят критиками. Среди главных достоинств отмечалась актёрская игра, декорации и натурные съёмки. Однако, в то же время, была отмечена слабая драматургия и простой сценарий.
Дерек Эллей оценил фильм на 7 баллов из 10, также отметив привлекательность изображения и хорошую актёрскую игру, но обратив внимание на недостаток зрелищности и драматургии..